# Slance
Slánce so naselje ob vzhodnem delu Celja.

## Prebivalstvo
Etnična sestava 1991:
- Slovenci: 98 (94,2 %)
- Hrvati: 3 (2,9 %)
- Srbi: 2 (1,9 %)
- Albanci: 1